# Сульфиды иттрия
Сульфиды иттрия — бинарные неорганические соединение 
металла иттрия и серы с формулой YxSy.

## Получение
- Синтез из стехиометрических количеств чистых веществ:

{\displaystyle {\mathsf {Y+S\ {\xrightarrow {T}}\ YS}}}
- Действие сероводорода на оксид иттрия:

{\displaystyle {\mathsf {Y_{2}O_{3}+3H_{2}S\ {\xrightarrow {1050-1200^{o}C}}\ Y_{2}S_{3}+3H_{2}O}}}

## Физические свойства
Известно несколько сульфидов иттрия:
- YS — рубиново-красные кристаллы, гранецентрированная кубическая решетка типа NaCl (F m3m), параметры ячейки a = 0,5494 нм, d = 4,510 г/см³.
- Y5S7 — сине-черные кристаллы, моноклинная сингония, параметры ячейки a = 1,267 нм, b = 0,381 нм, c = 1,145 нм, β = 74°, d = 4,100 г/см³.
- Y2S3 — желтые кристаллы, моноклинная сингония, параметры ячейки a = 1,017 нм, b = 0,402 нм, c = 1,747 нм, β = 81,17°, Z = 6.
- YS2 — коричнево-фиолетовые кристаллы, тетрагональная сингония, параметры ячейки a = 0,771 нм, c = 0,789 нм, d = 4,250 г/см³.